# Fenyvesház (Jávorkút)
A jávorkúti turistaház neve Fenyvesház, mely a Bükk-fennsík védett területén áll. Nevét az 1887-ben telepített "Svéd-fenyves" területről kapta.

## Elhelyezkedése
Jávorkút a Bükki Nemzeti Park védett területén található. A bővizű forrása mely a tisztás melletti tavacskába folyik kedvelt kirándulóhellyé tette. Legközelebbi település Ómassa. Aszfaltozott úton megközelíthető, ám annak használat a Nemzeti Park engedélyéhez kötött.

## Története
A Jávor-kút melletti tisztás az 1800-as évektől népszerű vadászhely volt. A Gróf Bethlen István vadászházaként több épület készült az 1920-as években, mellett szerényebb menedékházzal. A második világháború után államosítva a Borsodi Erdő- és Fafeldolgozó Gazdaság üdülőjeként működött, átszervezése után a Keletbükki Állami Erdőgazdaság üdülőjeként, majd az 1990-es évekig a Tiszai Vegyi Kombinát üdülőjeként működött.